# Cantón de Palmares
Palmares es el cantón número 7 de la provincia de Alajuela, Costa Rica, es el cantón más pequeño de Alajuela. Ubicado en la zona occidental del Valle Central, adquiere el título de cantón el 30 de julio de 1888. Limita al norte y al oeste con San Ramón, al sur con Atenas y al este con el cantón de Naranjo. Se encuentra dividido en siete distritos. Su cabecera es la homónima ciudad de Palmares.
Las Fiestas Populares de Palmares, que se celebran cada año en el mes de enero, son de gran impacto a nivel nacional, siendo visitadas por alrededor de un millón de personas durante las dos semanas que duran los festejos.

## Toponimia
El nombre Palmares viene de un lugar donde existe una plantación de palmeras. Obtuvo este nombre debido a la gran cantidad de palma real que existía en la zona antes de que esta área fuese poblada. Durante muchos años pudo verse gran cantidad de palmas sembradas a los lados de la ruta principal de acceso a la ciudad, conocido popularmente como "La Recta" y actualmente aún existen ejemplares en el parque central.

## Historia
Durante la Época Precolombina, este lugar fue habitado por los amerindios katapas pertenecientes al Reino Huetar Occidental, que se encontraba bajo los dominios de Garabito pero que era administrado por la Sacerdotisa y Princesa Amerindia Naruyib. 
Existen datos imprecisos sobre la existencia de una población indígena de alrededor de 500 habitantes en este valle hacia el año 1611, la cual se fue diezmando por la llegada de los españoles. Para 1713 se dice que solamente 27 personas habitaban la zona.
Durante la década de 1820, la región permanece inexplorada, debido a la impenetrable selva que existía y que era conocida como «valle de los palmares», por la gran cantidad de palmas que había en el territorio.
Su colonización —en la primera mitad del siglo XIX— se fundamentó en una migración de tipo familiar y vecinal, tardía y bastante dispersa si se compara con otras regiones de la provincia. La necesidad de buscar nuevas tierras para cultivo fue la causa fundamental de la colonización.
En la época de 1830 Palmares y San Ramón ocupaban un mismo territorio conocido con el nombre de Valle de Los Palmares y con el pasar del tiempo San Ramón se convirtió en la principal población del Valle de Los Palmares por su mayor desarrollo.
En el año 1856 San Ramón fue nombrado Cantón y bajo su mando quedaron los corregimientos de San Juan, San Isidro y Las Mercedes (hoy Palmares). A pesar de que Las Mercedes era parte de San Ramón, las diferencias regionales se iban notando cada vez más y junto con esto se empezaba a consolidarse una identidad comunal propia.
En mayo de 1888 a raíz de las diferencias territoriales entre los vecinos de San Ramón y Las Mercedes, los habitantes de Las Mercedes molestos decidieron redactar un documento al Congreso de la República, por el cual solicitaban la concesión del título de cantón para la comunidad.
Los vecinos de la comunidad argumentaban que contaban con los recursos necesarios para aspirar a la autonomía administrativa. A pesar de que el asentamiento tenía pocos años de haberse formado, sostenían que habían logrado avances que otras poblaciones no habían alcanzado en un período mayor.
En ese momento, la actividad agrícola en Las Mercedes se encontraba en un nivel comparable al de otras localidades con mayor antigüedad. Se cultivaban productos como café, banano, maíz, tabaco, frijoles, caña de azúcar, trigo, arroz y papas. El centro del poblado estaba rodeado por varios caseríos, entre ellos Nuevos Aires, La Granja, Esquipulas y Zaragoza. Con el tiempo, estos caseríos se convirtieron en distritos del cantón, y el nombre de Nuevos Aires fue cambiado a Buenos Aires en la década de 1890.
La solicitud de autonomía fue aceptada, y posteriormente se establecieron en la comunidad diversas instituciones, como una alcaldía, una oficina de telégrafos, la administración de correos, el registro civil y una agencia policial.
El 30 de julio de 1888 mediante el Decreto Nº68 se le otorga a Palmares el estatuto de cantón, siendo el Sétimo de la provincia de Alajuela.
Inmediatamente se organizó una Asamblea Electoral donde se designó como Jefe Político a Rafael María Montealegre, quién con cinco personas responsables formaron una Junta Electoral y a raíz de todo esto se constituyó la primera Municipalidad de Palmares, así el primer Concejo municipal fue en el periodo 1888-1890, los regidores propietarios fueron: Pablo Rojas (presidente), Ricardo Fernández (Vicepresidente), Manuel Vargas (Fiscal) y los regidores suplentes fueron Raymundo Rodríguez, Jorge Morera y Félix Gonzales. El Jefe Político fue Rafael M.A. Mora
En noviembre de 1888, se envió al Congreso la solicitud de designar los nombres de los distritos que para ese entonces fueron tres, a saber Palmares Como cabecera del Cantón, el segundo Nuevos Aires y La Granja, y el tercer distrito Esquipulas y Zaragoza, dicha solicitud fue ratificada por los diputados de turno y el Secretario de la República.
En aquellos tiempos Palmares era un pueblo pobre y pequeño con viviendas simples, la mayoría eran rachas de paja y muy pocas de madera. De esta manera el centro del cantón no era nada más que un caserío desordenado y muchas de las viviendas obstaculizaban la vía pública, debido a esto, la Municipalidad decidió darle a cada uno de los propietarios de los ranchos la suma de veinte colones como compensación por el desalojo de sus casas para así poder ampliar las calles.
En los inicios de la Municipalidad, esta no contaba con un edificio propio para las funciones administrativas por lo que tuvo que ocupar diversos inmuebles por tiempos cortos. Hasta que en 1903 la alcaldía decidió adquirir un terreno para la construcción del palacio municipal y a su vez adquirió otro para una cárcel.
El terreno que compraron era pertenencia de Don Santos Sancho, era una propiedad que se ubicaba frente a la plaza (actual parque) y el costo fue de dos mil quinientos colones, los cuales serían cancelados en pagos de cincuenta colones mensuales. Tiempo después se decidió comprar al mismo Don Santos su casa de habitación que estaba ubicada a la par del lote ya adquirido por la cantidad de 8000 colones, en ese lugar se pretendía ubicar la Municipalidad, por un tiempo mientras se construía la nueva.
El 1 de junio de 1905 el Consejo municipal acordó dar inicio a los trabajos de la construcción del municipio y se nombró como encargado de obras a Ricardo Fernández, un año después la Municipalidad decide sustituir al maestro de obras y entregar los trabajos de dirección e inspección al Padre Bernardo Gómez.
En el año 1913 la Municipalidad de San Ramón impulsó ante el Congreso Nacional un proyecto de Ley que pretendía formar una provincia con su territorio junto a los cantones de Palmares y Naranjo. De acuerdo a esta propuesta Palmares dejaría de ser el cantón séptimo de la provincia de Alajuela y pasaría a ser el primer cantón de esta nueva provincia.
El pueblo palmareño se opuso y ante las protestas los diputados de Alajuela solicitaron un plebiscito para decidir la suerte del lugar. La Municipalidad de Palmares también se hizo notar e hizo ver al gobernador de la provincia de Alajuela que los palmareños no tenían queja con el ordenamiento y delimitación territorial vigente. Pese a los deseos de San Ramón de convertirse en provincia no se concretó el anhelo ramonense.
Finalmente, el palacio municipal fue inaugurado en el año 1983, su infraestructura está hecha a base de bloques y ostenta una fachada conformada por cinco grandes arcos que se extienden hacia sus dos niveles.

### Apuntes históricos
En la época precolombina el territorio que actualmente corresponde al cantón de Palmares estuvo habitado por indígenas del llamado Reino Huetar de Occidente, que en los inicios de la conquista fue dominio del cacique Garavito. Testimonio de ese hecho son los objetos de piedra y cerámica encontrados principalmente en las actuales villas Zaragoza y Esquipulas, así como en los vestigios de un camino indígena que atravesaba la región de oeste a este, la que posiblemente era la principal vía de comunicación de los aborígenes del interior con los de las costas.
En 1834 don José María Alfaro y don Pedro Solís realizaron el primer denunció de tierras en la zona. Posteriormente, en 1835 y 1836, llegaron otros colonizadores, entre los cuales estaban los señores Simón Ruiz, Lucas Elizondo, Manuel de Jesús y Cecilio Rodríguez, Pedro Vargas, Pío Villalobos y Buenaventura Vázquez.

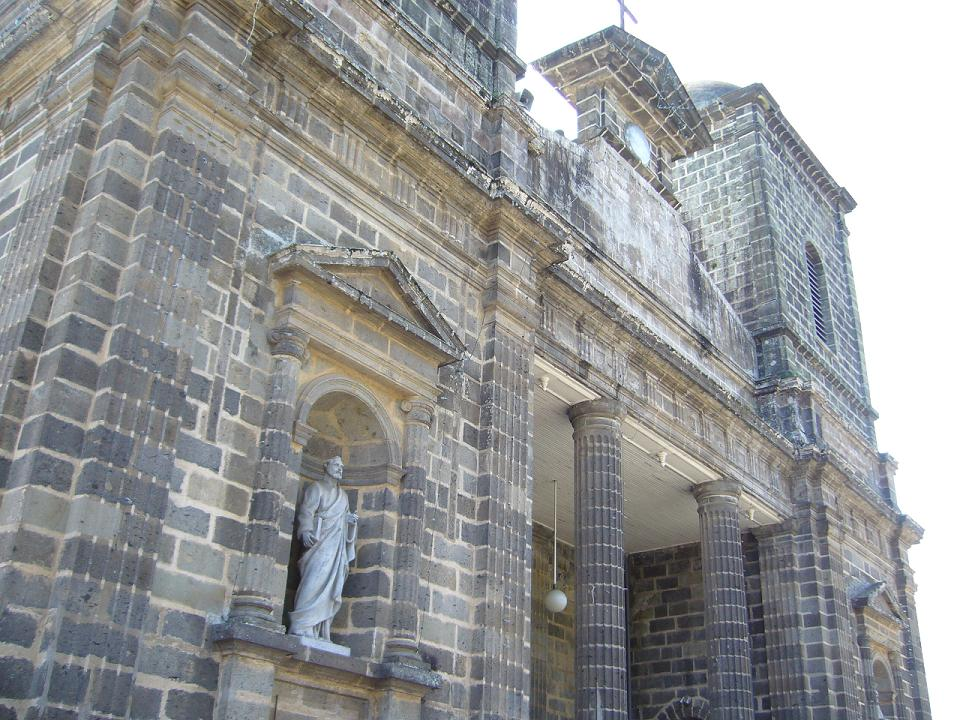
Fachada de la iglesia católica de Palmares (1914)

La primera ermita fue de adobe con techo de teja de barro, construida en 1858, en un terreno que donó don Lucas Elizondo. Durante el episcopado de monseñor don Anselmo Llorente y Lafuente, primer obispo de Costa Rica en el año de 1866, se erigió la parroquia con advocación a San Anselmo. La construcción de la iglesia actual se inició en 1893 y se concluyó en 1914; obra de piedra labrada, con armadura y techo, se dedicó a nuestra señora de las Mercedes, actualmente es sufragánea de la diócesis de Alajuela de la provincia eclesiástica de Costa Rica.
La primera escuela se estableció en 1861, en una casa particular, propiedad de don Ventura Vázquez; dos años después se construyó una escuela pública, donde hoy está el mercado. Durante el primer gobierno de don Jesús Jiménez Zamora en l957 se bautizó con el nombre de escuela Manuel Bernardo Gómez. El liceo de Palmares, inició sus actividades docentes en marzo de 1958, en la primera administración de don José Figueres Ferrer.
El café se comenzó a sembrar por el año de 1870; debido a que el gobierno dejó en libertad de cultivar el tabaco en 1895, al año siguiente se sembraron en el lugar las primeras matas de este producto agrícola.
El primer alumbrado público de Palmares fue de faroles, colocados en 1878. El alumbrado eléctrico con bombillos se instaló en 1913, en el primer gobierno de don Ricardo Jiménez Oreamuno.
En 1888 se llevó a cabo la primera sesión del Concejo de Palmares integrado por los regidores propietarios, señores Pablo Rojas, presidente, Ricardo Fernández, vicepresidente, y Manuel Vargas, fiscal. La cañería se inauguró en 1896, en la primera administración de don Rafael Iglesias Castro.

## Geografía
Cantón de Palmares cuenta con un área de 38,94 km² y una altitud media de 990 m s. n. m.
El valle de los Palmares está situado en la Zona Intertropical del Pacífico y al ser un espacio de transición es afectado por los vientos alisios, húmedos y cálidos, que le dan una temperatura promedio de 25,6 °C.
La época seca, entre noviembre y abril, es más cálida y menos lluviosa que los meses de agosto a octubre.

## División administrativa

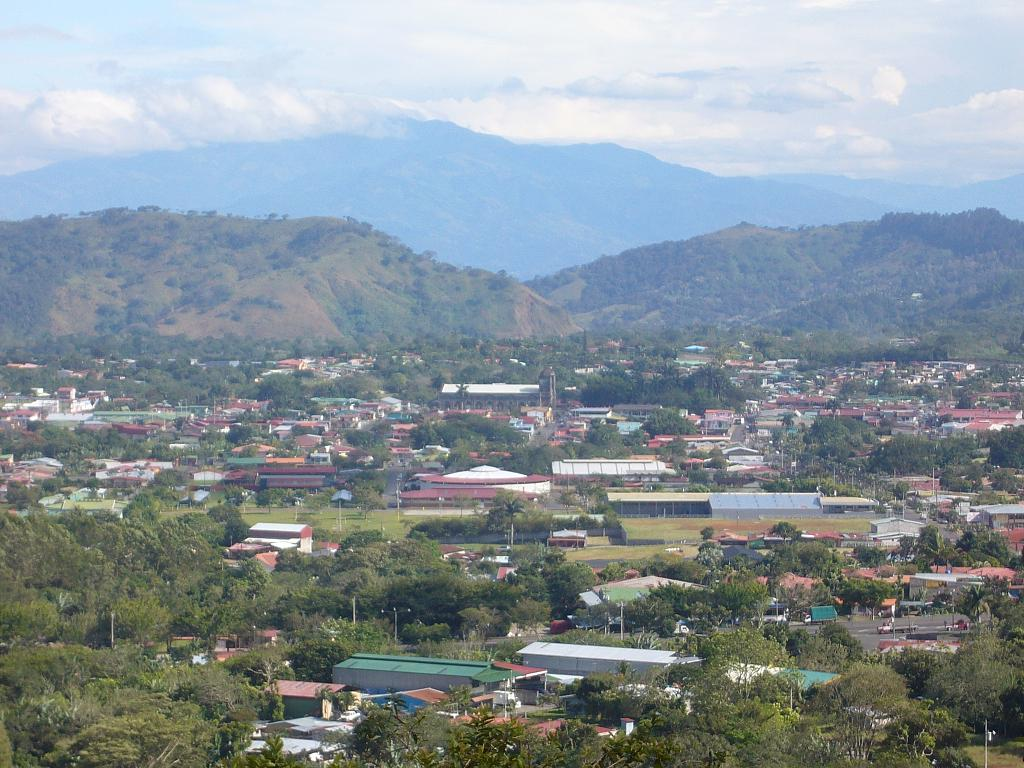
Vista del distrito Central (2006).

Consta de siete distritos organizados políticamente de la siguiente manera:
1. Palmares
2. Zaragoza
3. Buenos Aires
4. Santiago
5. Candelaria
6. Esquipulas
7. La Granja

## Demografía
Para el año 2022, Cantón de Palmares cuenta con una población estimada de 39 148 habitantes, y para el último censo efectuado, en 2011, Cantón de Palmares contaba con una población de 34 716 habitantes.
De acuerdo al censo nacional del 2011, la población del cantón era de 34 716 habitantes, de los cuales, el 4,0 % nació en el extranjero y sus otros habitantes en tierras nacionales. El mismo censo destaca que había 9657 viviendas ocupadas, de las cuales, el 65,9% se encontraba en buen estado y había problemas de hacinamiento en el 2,2% de las viviendas. El 80,9% de sus habitantes vivían en áreas urbanas.
Entre otros datos, el nivel de alfabetismo del cantón es del 98,2%, con una escolaridad promedio de 8,6 años.
Para el año 2012 presentaba un alto índice de desarrollo humano (0.847) según el Programa de las Naciones Unidas para el Desarrollo.

## Economía
La economía del cantón de Palmares es diversificada, predominando el cultivo del café y el tabaco. También existen otras actividades como la fabricación de muebles de madera, el cultivo de plantas ornamentales para la exportación, la industria textil y la producción de otros granos (maíz, frijol negro) y frutas (tomate, chile). El comercio del cantón está dedicado a la venta de abarrotes, comidas, zapatos, ropa, joyería y accesorios en general.
El cultivo del café y el tabaco fueron desde los comienzos una base importante en el desarrollo del cantón, en la actualidad, también otras actividades como la fabricación de muebles de madera, el cultivo de plantas ornamentales para la exportación, la industria textil y la producción de otros granos (maíz, frijol negro) y frutas (tomate, chile) también es parte de su economía.
En el distrito central se concentra la mayor parte del comercio del cantón, dedicándose en un gran porcentaje a la venta de abarrotes, comidas, zapatos, ropa, joyería y accesorios en general. En el resto de los distritos el auge de este tipo de comercio es menor, aunque con el pasar del tiempo se ha visto el surgimiento de restaurantes, bares, empresas pequeñas y centros de entretenimiento en los distintos lugares del cantón que son de gran atractivo para las personas que visitan Palmares.
El censo nacional de 2011 detalla que la población económicamente activa se distribuye de la siguiente manera:
- Sector primario: 9,4 %
- Sector secundario: 23,8 %
- Sector terciario: 66,8%

## Transporte y Comunicaciones

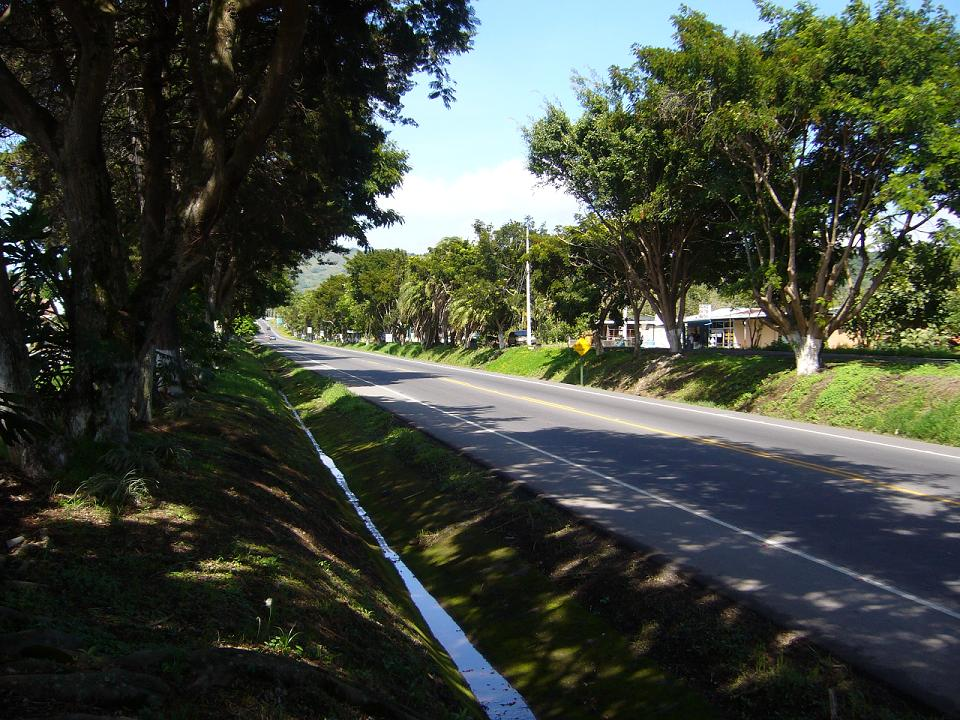
Autopista Bernardo Soto, tramo en Buenos Aires de Palmares.

En Palmares están disponibles casi todos los servicios de comunicaciones, desde teléfonos públicos, pasando por la red de telefonía celular del ICE (Instituto Costarricense de Electricidad), y cibercafés. Palmares está cubierto por servicios de telefonía residencial, internet de banda ancha (ADSL) y televisión (servicio público y privado), proporcionados por empresas de cobertura nacional como ICE, RACSA, CableTica y SKY.
El distrito central cuenta con conexiones de autobuses hacia todos los distritos del cantón, también hacia San Ramón, Naranjo y San José, utilizando la autopista Bernardo Soto, la cual, forma parte de la carretera Interamericana Norte.
Palmares está a 36 km del Aeropuerto Internacional Juan Santamaría, en Alajuela (se tardan aproximadamente de 30 a 45 minutos de viaje por carretera).

## Educación
Este cantón cuenta con al menos una escuela primaria por distrito, tres colegios públicos y uno de carácter privado. Uno localizado en el distrito central llamado Colegio Experimental Bilingüe de Palmares, fundado en 1958. Existe también un colegio ubicado en el Rincón de Zaragoza llamado colegio Dr. Ricardo Moreno Cañas, fundado en 2000, otro en Esquipulas llamado Colegio Técnico Profesional Santo Cristo de Esquipulas (único colegio técnico en el cantón hasta el momento) y el único colegio privado llamado SEP International School. 
Por otra parte, también es sede de dos universidades:
- Universidad Estatal a Distancia (UNED)
- Universidad UEmpresarial

## Lenguaje
Este cantón ha sido cuna de diversas variaciones lingüísticas a la lengua estándar costarricense. Desde el origen de la palabra "sueta" para referirse a un suéter, hasta la voz regional "chupa" para referirse a diversas situaciones en su contexto de habla. Para lo que en Costa Rica se conoce como "chupa", en Palmares utilizan la palabra "chupete", palabra que tiene otro sentido en el resto de Costa Rica. Estas variaciones se pueden clasificar como geográficas (porque solamente se dan en la zona de Palmares) y sociales (principalmente se dan en el habla de los adolescentes y personas jóvenes).

## Conservación natural

### Madre Verde

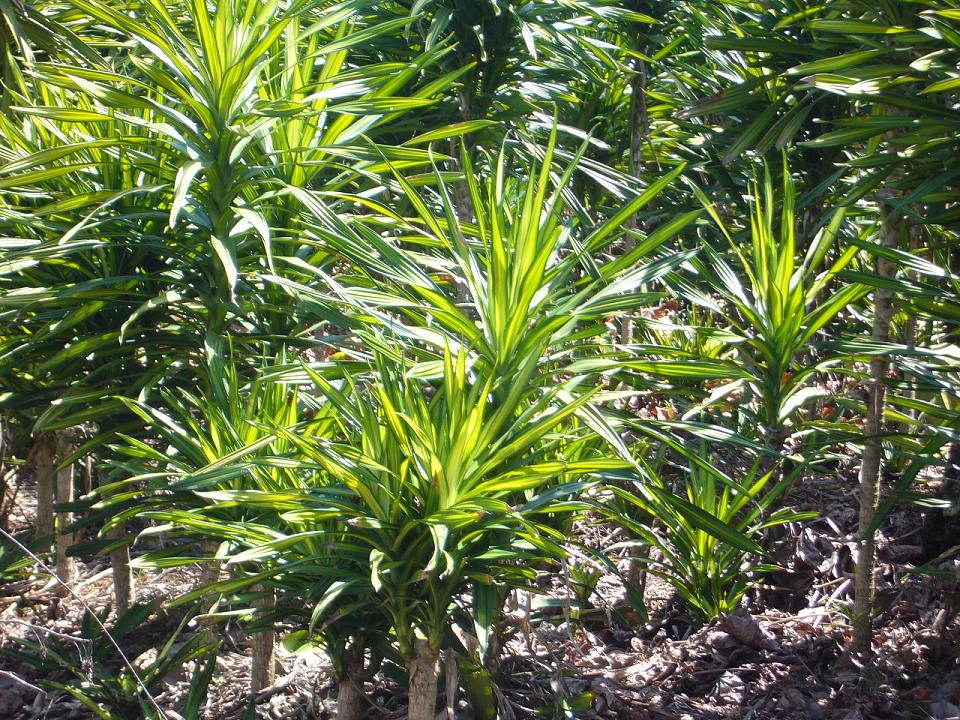
Plantación de caña india, en La Cocaleca.

Con el fin de proteger las nacientes de las quebradas o arroyos en la zona occidental del cantón nace la Fundación Madre Verde en el año 2000, la cual crea una reserva forestal en un terreno estratégicamente seleccionado, y con la ayuda de muchos ciudadanos, estudiantes y empresas de Palmares, quienes hicieron donativos se pudo comprar una propiedad de 40 ha y dedicarla exclusivamente a la protección de estas fuentes de agua, las cuales van a abastecer al cantón por varios años más.
Con la protección de esta zona, no sólo se obtiene por beneficio conservar las fuentes acuíferas, sino también a muchas especies endémicas de árboles, aves, reptiles, y mamíferos pequeños que habitan la región.
El mantenimiento de esta reserva es realizado por voluntarios en su mayor parte, y se espera que esta sea útil también para establecer proyectos de educación ambiental, el desarrollo de investigaciones y proyectos ecoturísticos a mediano plazo, asociados al fortalecimiento de la identidad cultural.

## Las fiestas de Palmares
Oficialmente conocidas como las Fiestas Cívicas de Palmares, es una gran festividad realizada en este cantón entre la segunda y la tercera semana de enero, es el evento masivo más grande realizado en Costa Rica, se estima que la asistencia total asciende al millón quinientas mil de personas todos los años. El evento es organizado por la Asociación Cívica Palmareña, una asociación hecha con el fin de recaudar fondos para el desarrollo de la comunidad.
El gran atractivo de estas fiestas, más que por la tradición, es el hecho de que se llevan a cabo a principios del año y encabezan la lista de festejos populares en Costa Rica, además, se realizan grandes conciertos (algunos de estos gratuitos) con importantes artistas nacionales e internacionales, que todos los años varían.
El Gran Tope (desfile de caballos en el cual se premian las razas y los aires), que conglomera tanto a visitantes como Caballistas Nacionales e Internacionales, generalmente este evento comienza al mediodía en la principal avenida de Palmares reuniendo a familias provenientes de todas las zonas del país y concluye al anochecer.
El Festival Ranchero (concurso de música ranchera), el cual se lleva a cabo por la noche y premia al mejor cantante de este género musical; como dato curioso los Jueces son Cantantes invitados a los cuales se les rinde homenaje cada año como Aída Cuevas, Joan Sebastian, Maribel Guardia entre muchos tantos que han asistido desde la fundación de estas Fiestas Cívicas.
El Carnaval (realizado la segunda semana de festejos) y muchas actividades culturales y deportivas para todos los gustos, a las cuales puede asistir una gran cantidad de público, participan bandas de todos los rincones del país, además de comparsas y grupos de baile urbano independientes.
Siendo el alcohol uno de los factores claves para poner trabajar a estos festejos es importante recalcar la gran labor social de la Asociación Cívica Palmareña, ya que muchos de los fondos recaudados son donados a entidades de bien social como es el caso del Hogar de niños huérfanos de Palmares.

### Problemática local
Parte del ambiente (y un gran atractivo) en estos festejos siempre ha sido el consumo de bebidas alcohólicas como la cerveza y el guaro (nombre con que se conoce popularmente en Costa Rica al aguardiente). Este consumo se puede realizar al aire libre. Esto ha convertido a estas festividades en un gran atractivo para aquellas personas que buscan eventos masivos y diversión, al nivel de otras festividades a nivel mundial como
el festival Ballermann (en Mallorca, España),
el Oktoberfest (en Múnich, Alemania), o
los famosos Spring break (en Fort Lauderdale, EE. UU.).
Aunque este hecho siempre ha sido una de las grandes controversias por las quejas de la comunidad sobre los problemas que trae este tipo de excesos, no ha sido el principal desacuerdo en la actividad, quedándose a un lado porque la mayor preocupación es la contaminación sónica, la inseguridad por el aumento en la delincuencia que trae al pueblo la actividad y la cantidad de basura generada, aunque estos dos últimos factores siempre son fuertemente combatidos.
Otro enorme problema se debe a las Aglomeraciones excesivas, pues cada año miles de personas se trasladan desde diferentes sectores del país ocasionando colapsos en las principales autopistas que conducen a Palmares, esto se traduce en problemas con el transporte público pues prácticamente nadie puede ingresar o salir a Palmares y se colapsa el acceso a otros cantones del Valle Central Occidental como San Ramón, Naranjo, Atenas, Sarchí, Zarcero y Alajuela.
Desde el año 2009 instituciones como el IAFA han empezado a promover campañas para reducir la venta de bebidas alcohólicas durante las actividades, con el fin de prevenir accidentes y evitar el consumo en menores de edad, la municipalidad y la Cervecería Costa Rica han cooperado reduciendo el número de patentes temporales para venta de licores otorgadas y reduciendo la cantidad de anuncios promocionales respectivamente.